# Fabien Cloutier
Fabien Cloutier, né le 15 décembre 1975 à Sainte-Marie-de-Beauce, est un dramaturge, humoriste et acteur du Québec originaire de la Beauce.

## Biographie
Diplômé en 2001 du Conservatoire de musique et d'art dramatique du Québec en jeu, Fabien Cloutier joue dans une dizaine de pièces de théâtre au tout début de sa carrière d'acteur. Il fait aussi ses débuts à la télévision dans la série pour adolescents Watatatow.
Il écrit par la suite ses propres pièces de théâtre, en plus de faire plusieurs apparitions dans des séries télévisées (Boomerang, Les Beaux Malaises, Destinées, 30 vies, Les Bobos, Les Pays d'en haut, Blue Moon, Karl/Max et Plan B) ainsi qu'au cinéma (La Maison du pêcheur, Chasse-galerie, Stealing Alice, Les Affamés).
Il se fait notamment connaître en 2012-2013 pour ses chroniques sur les régionalismes québécois à l'émission Plus on est de fous plus on lit à l'antenne de ICI Radio-Canada Première,.
Il présente en 2015 son premier spectacle d'humour (Assume) et il participe comme chroniqueur aux émissions Esprit critique et PaparaGilles.
Il crée et joue le rôle principal de la série télévisée Léo (cinq saisons) diffusée à partir de 2018 sur TVA.

### Dramaturge et auteur
En 2011, Fabien Cloutier est finaliste aux prix du Gouverneur général pour sa pièce Billy (Les jours de hurlement). La même année, cette pièce lui vaut le prix Gratien-Gélinas en 2011.
Il remporte le prix littéraire du Gouverneur général en 2015 pour sa pièce Pour réussir un poulet. La pièce est adaptée en bande dessinée en 2020,.
Parmi ses autres pièces, l'on retrouve Scotstown, Cranbourne et La Guerre des tuques.
Il a également publié Trouve-toi une vie, une compilation de ses chroniques sur les régionalismes diffusées à la Première chaîne radiophonique de ICI-Radio-Canada. Ce recueil est illustré par le bédéiste Samuel Cantin.

## Œuvres

### Pièces de théâtre
- Scotstown, Montréal, Dramaturges Éditeurs, édition 2008 (épuisée)  (ISBN 978-2-89637-005-4), édition 2015, 108 p.  (ISBN 978-2-89637-090-0).
- Cranbourne, Montréal, Dramaturges Éditeurs, édition 2012 (épuisée)  (ISBN 978-2-89637-054-2), édition 2015, 99 p.  (ISBN 978-2-89637-091-7).
- Billy (Les jours de hurlement), Montréal, Dramaturges Éditeurs, 2012, 138 p.  (ISBN 978-2-89637-055-9).
- La Guerre des tuques, Montréal, Dramaturges Éditeurs et L'Instant scène, 2013, 113 p. (ISBN 978-2-89502-333-3).
- Pour réussir un poulet, Montréal, Dramaturges Éditeurs et L'Instant scène, 2014, 75 p. (ISBN 978-2-89502-357-9).
- Bonne Retraite, Jocelyne, Longueuil, L'Instant même, 2018, 96 p.  (ISBN 9782895024149).

### Recueil
- Trouve-toi une vie : chroniques et sautes d'humeur, Montréal, Lux Éditeur, 2016  (ISBN 978-2-89596-224-3), 143 p.
- L'Allégorie du tiroir à ustensiles : Chroniques et monologues pour se replonger dans les années 2018-2022, ill. Samuel Cantin, Montréal, Lux Éditeur, 2022  (ISBN 9782895963752), 231 p.

### Bande dessinée
- Pour réussir un poulet, ill. Paul Bordeleau, Montréal, La Pastèque, 2020  (ISBN 9782897770860), 127 p.

### Article et collectifs
- « L’Évangile selon Fabien », dans Nouveau Projet 03, Montréal, Atelier 10, 2013  (ISBN 978-2-924153-54-3).
- « Monde (le vrai): Lettre à Michel Tremblay », dans 26 lettres: abédécédaire des mots en perte de sens, Olivier Choinière (dir.), Montréal, Atelier 10, collection « Pièces », 2014  (ISBN 978-2-924429-19-8).

## Filmographie

### Télévision
- 2001-2004 : Watatatow[2] : Tony Tremblay
- 2005 : Lance et compte : la reconquête : Lieutenant Massé
- 2007 : Une grenade avec ça? : Sylvestre Boyer
- 2010 : Malenfant : Homme pétition
- 2010 : Chabotte et fille II : Lieutenant Portelance
- 2012 : Fée Eric : Snake
- 2012-2013 : Les Bobos : Le curé[13]
- 2013-2020 : Les Beaux Malaises : Marc-André[2]
- 2014 : Destinées : Daniel
- 2014 : 30 vies : Nicolas Brissette
- 2015 : Blue Moon : Pierre Sauvageau
- 2015 : Karl/Marx : Martin Hervieux
- 2014-2015 : PaparaGilles : Chroniqueur
- 2014-2019 : Boomerang (5 saisons) : Sylvain[3]
- 2015-2020 : Les Pays d'en haut : Oscar Labranche[14]
- 2016 : Esprit critique : Chroniqueur
- 2016 : Ça décolle : Divers
- 2016 : Plan B : André Dumais
- 2017 : Faits divers : Mike Pratt
- 2018-2022 :  Léo (5 saisons) : Léo

### Cinéma
- 1999 : Requiem contre un plafond : le policier
- 2001 : La Turbulence des fluides : le golfeur
- 2013 : La Maison du pêcheur : Fraser
- 2014 : Chasse-Galerie : La légende : Michael McDuff[15]
- 2016 : Le Goût d'un pays : Fabien Cloutier (lui-même)[16]
- 2020 : Le Club Vinland : frère Lucien
- 2024 : Vil et Misérable de Jean-François Leblanc : Lucien Vil

### Rôles au théâtre
- 2002 : Du mercure sous la langue de Sylvain Trudel
- 2002 : L'École des femmes de Molière
- 2002 : La Vis comica de Plaute : soldat[17]
- 2002 : Impromptu de Sarah Kernochan[18]
- 2003 : Comme une bouchée de petits cailloux d'après Tonino Benacquista, Guy de Maupassant et Milan Kundera[19]
- 2003 : Les Gagnants de François Archambault : Étienne[20]
- 2003 : Le Malade imaginaire de Molière[21]
- 2003 : Les Grandes Chaleurs de Michel Marc Bouchard
- 2003 : Iphigénie ou le péché des dieux de Michel Azama
- 2003-2004 : Québec... rapport! de Carol Cassistat, Fabien Cloutier, Catherine Larochelle et Christian Michaud
- 2005 : Le Conte d'hiver de William Shakespeare, texte adapté par Serge Bonin[22]
- 2005 : Ousqu'y é Chabot? de Fabien Cloutier : Le chum à Chabot[23] (Prestation originale lors des Contes urbains au Théâtre La Licorne en 2005, ce texte fut ensuite bonifié et intégré à la pièce Scotstown.)
- 2006 : Histoires de Camp, auteurs variés[24]
- 2006 : Les Combustibles d'Amélie Nothomb : Daniel[25]
- 2007 : Les Mains sales de Jean-Paul Sartre[26]
- 2007 : Un simple soldat de Marcel Dubé : Émile[27]
- 2008 : Agaguk d'Yves Thériault, texte adapté par Isabelle Hubert[28]
- 2008 : Scotstown (pièce originale de Fabien Cloutier jouée un peu partout au Québec de 2008 à 2011, puis de nouveau en 2014[29]. Traduite en anglais par David Laurin et jouée au Zoofest à Montréal dans le cadre du Festival d'humour de Juste pour Rire[30]. Traduite en allemand par Frank Weigand et jouée à Sarrebruck, en Allemagne, dans le cadre du Festival Primeurs[31].)
- 2008-2014 : Scotstown de Fabien Cloutier : Le chum à Chabot
- 2009 : Terrorism d'Oleg et Vladimir Presniakov[32]
- 2010 : Charbonneau et le Chef de J. T. McDonough
- 2010 : Kliniken de Lars Noren[33]
- 2011 : Chante avec moi d'Olivier Choinière
- 2011-2014 : Cranbourne de Fabien Cloutier : Le chum à Chabot
- 2012 : Cranbourne (pièce originale de Fabien Cloutier jouée un peu partout au Québec en 2011-2014[29].)
- 2012 : L'Odyssée, d'après Homère[34]
- 2012 : Projet Laramie de Moisés Kaufman[35]
- 2012 : Billy (Les jours de hurlement) (Pièce originale de Fabien Cloutier jouée à Montréal au Théâtre La Licorne[36] et à Québec au Théâtre Périscope[37]. Traduite en anglais par Nadine Desrochers sous le titre de Billy (The Days of Howling) pour le Talisman Theatre et jouée à Montréal au Théâtre La Chapelle en 2014[38] ainsi qu'à Glasgow[39] et Édimbourg[40], en Écosse, en 2015. Traduite en allemand par Frank Weigand sous le titre de Billy (brüllende Tage) et jouée à Munich, en Allemagne, dans le cadre des Journées du théâtre québécois au Teamtheater[41].)
- 2013 : La Guerre des tuques[42] (Pièce jouée à l'extérieur au Musée national des beaux-arts du Québec[43],[44]. Cette pièce de Fabien Cloutier est inspirée du scénario de Roger Cantin et de Danyèle Patenaude qui est devenu le Conte pour tous La Guerre des tuques d'André Melançon, produit par Rock Demers[45]. On y retrouve certains personnages du film, mais la pièce est conçue pour un public adulte[46].)
- 2014 : Pour réussir un poulet, (Pièce originale de Fabien Cloutier jouée à Montréal au Théâtre La Licorne en 2014[8] et représentée en 2017[47] à La Licorne et ailleurs dans la province, dont à Québec au Théâtre Périscope[48]. Traduite en anglais par Marie-Claude Plourde sous le titre de How to Bake the Perfect Chicken[49].)
- 2014 : 26 lettres: abécédaire des mots en perte de sens, Olivier Choinière (dir.) : Fabien Cloutier (lui-même)
- 2015 : Glengarry Glen Ross de David Mamet : Moss[50]

### Spectacles d'humour
- 2015-2016 : Assume : Auteur et humoriste[7]
- 2016-2017 : Prédictions : Auteur et humoriste
- 2023-2024: Délicat : Auteur et humoriste

## Prix et honneurs
- 2006 : Nomination Prix Gémeaux - Meilleure recherche - jeunesse pour Prêt, pas prêt
- 2006 : Nomination Prix Gémeaux - Meilleur texte pour Prêt, pas prêt
- 2010 : Prix Zoofest du Festival Juste pour rire - Coup de cœur des festivaliers pour Scotstown
- 2010 : Nomination Prix du Cabaret du théâtre émergent - Catégorie «Spectacle de l'année» pour Scotstown
- 2010 : Nomination Prix du Cabaret du théâtre émergent - Catégorie «Texte de l'année» pour Scotstown
- 2011 : Finaliste Prix littéraire du Gouverneur général - Théâtre de langue française pour Billy (Les jours de hurlement)[51]
- 2011 : prix Gratien-Gélinas - Auteur dramatique francophone de la relève du Canada pour Billy (Les jours de hurlement)[52]
- 2012 : Finaliste prix Michel-Tremblay du CEAD - Catégorie « Théâtre » pour Cranbourne[53]
- 2015 : Nomination Gala Les Olivier - Catégorie « Capsule ou sketch humoristique à la radio »
- 2015 : Nomination Gala Les Olivier - Catégorie « Découverte de l'année »
- 2015 : Finaliste Prix Michel-Tremblay - Catégorie « Théâtre » pour Pour réussir un poulet[54]
- 2015 : Lauréat Prix littéraire du Gouverneur général - Théâtre de langue française pour Pour réussir un poulet
- 2015 : Prix Gémeaux - Rôle de soutien masculin : comédie pour Les Beaux Malaises
- 2016 : Prix Gémeaux - Meilleur rôle de soutien masculin : comédie pour Boomerang
- 2020 : Prix Gémeaux - Meilleur premier rôle masculin : comédie pour la série Léo